# Ryan Mulhern
Ryan Patrick Mulhern (* 11. ledna 1973 v Havertown, Pensylvánie) je bývalý americký hokejový útočník.

## Hráčská kariéra
Za středoškolskou ligu hrával dvě sezóny v letech 1990/92, v prvním ročníku hrával za St. George's School a za druhý ročník hrál za Canterbury School. V létě 1992 byl draftován týmem Calgary Flames v osmém kole ze 174. místa. Za Calgary Flames nikdy nenastoupil. Během dalších čtyřech letech (1992-96) hrával za Brown University, který hrával v national collegiate athletic association (zkratka NCAA), česky národní vysokoškolské atletické asociace. Po juniorských ligách odešel do týmu Washington Capitals, ale za klub odehrál pouhých tři zápasy v sezóně 1997/98. V sezóně 1996/97 hrával na obou farmách v Portland Pirates hrající v lize AHL a v Hampton Roads Admirals hrající v lize ECHL. V nadcházející sezóně debutoval v nejprestižnější hokejové lize NHL ale většinu sezóny strávil na jejich farmě v Portland Pirates. I v nadcházejících dvou let hrával v nižších zámořských ligách, v ročníku 1998/99 hrával v lize IHL za kluby Kansas City Blades a Las Vegas Thunder. Závěrečnou část kariéry strávil opět na farmě Capitals v Portland Pirates, kde odehrál poslední zápas své kariéry.

## Ocenění a úspěchy
- 1993 ECAC - All-Rookie Tým
- 1998 AHL - První All-Star Tým

## Prvenství
- Debut v NHL - 25. října 1997 (St. Louis Blues proti Washington Capitals)

## Klubové statistiky
| Sezóna        | Klub                   | Soutěž        |     | Základní část | Základní část | Základní část | Základní část | Základní část |   | Play off | Play off | Play off | Play off | Play off |
| Sezóna        | Klub                   | Soutěž        | Z   | G             | A             | B             | TM            | Z             | G | A        | B        | TM       |          |          |
| 1990/1991     | St. George's School    | USHS          | 25  | 40            | 41            | 81            |               | —             | — | —        | —        | —        |          |          |
| 1991/1992     | Canterbury School      | USHS          | 37  | 51            | 27            | 78            | 50            | —             | — | —        | —        | —        |          |          |
| 1992/1993     | Brown University       | NCAA          | 31  | 15            | 9             | 24            | 46            | —             | — | —        | —        | —        |          |          |
| 1993/1994     | Brown University       | NCAA          | 27  | 18            | 17            | 35            | 48            | —             | — | —        | —        | —        |          |          |
| 1994/1995     | Brown University       | NCAA          | 30  | 18            | 16            | 34            | 108           | —             | — | —        | —        | —        |          |          |
| 1995/1996     | Brown University       | NCAA          | 32  | 10            | 16            | 26            | 78            | —             | — | —        | —        | —        |          |          |
| 1996/1997     | Hampton Roads Admirals | ECHL          | 40  | 22            | 16            | 38            | 52            | —             | — | —        | —        | —        |          |          |
| 1996/1997     | Portland Pirates       | AHL           | 38  | 19            | 15            | 34            | 16            | 5             | 1 | 1        | 2        | 2        |          |          |
| 1997/1998     | Washington Capitals    | NHL           | 3   | 0             | 0             | 0             | 0             | —             | — | —        | —        | —        |          |          |
| 1997/1998     | Portland Pirates       | AHL           | 71  | 25            | 40            | 65            | 85            | 6             | 1 | 0        | 1        | 12       |          |          |
| 1998/1999     | Kansas City Blades     | IHL           | 59  | 7             | 11            | 18            | 82            | —             | — | —        | —        | —        |          |          |
| 1998/1999     | Las Vegas Thunder      | IHL           | 23  | 9             | 6             | 15            | 8             | —             | — | —        | —        | —        |          |          |
| 1999/2000     | Portland Pirates       | AHL           | 73  | 20            | 16            | 36            | 61            | 3             | 0 | 0        | 0        | 6        |          |          |
| Celkem v AHL  | Celkem v AHL           | Celkem v AHL  | 182 | 64            | 71            | 135           | 162           | 14            | 2 | 1        | 3        | 20       |          |          |
| Celkem v IHL  | Celkem v IHL           | Celkem v IHL  | 82  | 16            | 17            | 33            | 90            | —             | — | —        | —        | —        |          |          |
| Celkem v NCAA | Celkem v NCAA          | Celkem v NCAA | 120 | 61            | 58            | 119           | 280           | —             | — | —        | —        | —        |          |          |
| Celkem v USHS | Celkem v USHS          | Celkem v USHS | 62  | 91            | 68            | 159           | 50            | —             | — | —        | —        | —        |          |          |